# Strength of Family Ties
Strength of Family Ties è un cortometraggio muto del 1914 diretto da Lloyd B. Carleton.

## Produzione
Il film fu prodotto dalla Lubin Manufacturing Company.

## Distribuzione
Distribuito dalla General Film Company, il film - un cortometraggio in due bobine - uscì nelle sale cinematografiche USA il 16 aprile 1914.